# حفل توزيع جوائز الأوسكار الثالث
أقيم حفل توزيع جوائز الأوسكار الثالث (بالإنجليزية: 3rd Academy Awards)‏ يوم 5 نوفمبر 1930 في فندق السفير بضيافة كونراد نيغل وفي هذه الدورة، حاز فيلم كل شيء هادئ على الجبهة الغربية على جائزة أفضل فيلم. كما حصل فيلم موكب الحب (6 ترشيحات) على أكبر عدد من الترشيحات، في حين كانت أكثر الجوائز من نصيب فيلم كل شيء هادئ على الجبهة الغربية والبيت الكبير (2 جائزة) .

## الجوائز
الفائزون مكتوبة أسماؤهم بأحرف بارزة.
| أفضل فيلم | أفضل مخرج |
| --- | --- |
| - كارل ليم لي الابن لشركة يونيفرسل ستوديوز عن فيلم كل شيء هادىء على الجبهة الغربية - إيرفينج ثالبرج لشركة مترو غولدوين ماير عن فيلم البيت الكبير - جاك وارنر وداريل فرانسيس زانوك لشركة وارنر برذرز عن فيلم ديزرائيلي - روبرت ليونارد لشركة مترو غولدوين ماير عن فيلم المطلقة - ارنست لوبتش لشركة باراماونت بيكتشرز عن فيلم موكب الحب | - لويس مايلستون - كل شيء هادىء على الجبهة الغربية - كلارنس براون - آنا كريستي - كلارنس براون - قصة حب - روبرت ليونارد - المطلقة - ارنست لوبتش - موكب الحب - كينج فيدور - هَلِّلُويَا        |
| أفضل ممثل | أفضل ممثلة |
| - جورج أرليس - ديزرائيلي - جورج أرليس - الإلهة الخضراء - والاس بيري - البيت الكبير - موريس شوفالي - موكب الحب - موريس شوفالي - المستنقع الكبير - رونالد كولمان - الكلب المتجول - رونالد كولمان - بغيض - لورانس تيبت - الأغنية الشقية                                                                                                  | - نورما شيرر عن فيلم المطلقة - نانسي كارول - عيد الشيطان - روث شاترتون - سارة وابن - غريتا غاربو - آنا كريستي - غريتا غاربو - قصة حب - نورما شيرر - رغبتهم - غلوريا سوانسون - المتجاوز |
| أفضل كتابة | أفضل خلط أصوات |
| - البيت الكبير - فرانسيز ماريون - كل شيء هادىء على الجبهة الغربية - جورج أبوت وماكسويل أندرسو وديل أندرو - ديزرائيلي - جوليان جوزفين - المطلقة - جون ميهان - شارع الفرص - هاوارد إستابورك | - البيت الكبير - دوغلاس شيرر - حالة الرقيب جريشا - جون تريبي - موكب الحب - فرانكلين هانسن - سحوبات - أوسكار لاجتسرم - أغنية النار - جورج جروفز                                         |
| أفضل تصوير سينمائي | أفضل تصميم إنتاج |
| - رفقة بيرد في القطب الجنوبي - جوزيف راكر وويليارد فان فيير - كل شيء هادىء على الجبهة الغربية - آرثر إديسون - آنا كريستي - ويليام دانيلز - ملائاكة الجحيم - توني جوديو وهاري بيري - موكب الحب - فيكتور ميلنر | - 'ملك الجاز - هرمان روس - الكلب المتجول - ويليام كاميرون مينزيس - موكب الحب - هانز درير - سالي - جاك أوكي - ملك الفاكبونج - هانز درير                                                 |

## ترشيحات وجوائز متعددة
| حصلت الأفلام الثمانية التالية على ترشيحات متعددة: - ستة ترشيحات: موكب الحب - أربعة ترشيحات: كل شيء هادىء على الجبهة الغربية، البيت الكبير، المطلقة - ثلاثة ترشيحات: ديزرائيلي وآنا كريستي - ترشيحان: الكلب المتجول وقصة حب | حصل الفيلمان التاليان على عدة ترشيحات: - جائزتان: كل شيء هادىء على الجبهة الغربية والبيت الكبير |

## روابط خارجية
- حفل توزيع جوائز الأوسكار الثالث على موقع IMDb (الإنجليزية)